# صدف فروغی
صدف فروغی (زاده ۲۷ ژوئیه ۱۹۷۶ در تهران) یک فیلم‌ساز، هنرمند ویدئویی و تدوین‌گر فیلم ایرانی است. او در پنجاه و ششمین جشنوارهٔ بین‌المللی فیلم کارلووی واری (۲۰۲۲) برای فیلم تابستان با امید برندهٔ گوی بلورین شد.

## زندگی‌نامه
فروغی ابتدا مدرک لیسانس را در رشته ادبیات فرانسوی دریافت کرد و پس از اخذ مدرک کارشناسی ارشد در رشته فیلم از دانشگاه پروونس، فرانسه، فوق لیسانس را در رشته فلسفه فیلم ادامه داد. او همچنین دوره ساخت فیلم را از آکادمی فیلم نیویورک به پایان رساند. وی از سال ۲۰۰۴ شروع به ساختن فیلم کرد و فیلم کوتاه اول خود را در برلین نمایش داد و تاکنون ۱۲ فیلم کوتاه و نیمه بلند ساخته‌است. یکی از فیلم‌های او به نام «مذکر، مؤنث» توسط شبکه آرته تهیه شده‌است که فیلم کوتاه ۹ دقیقه‌ای است. فروغی در جشنواره میراث فرهنگی آسیا با سه فیلم مستند نیمه بلند «شوش لب خط»، یک فیلم کوتاه داستانی «پسرک و بادبادک» و مستند کوتاه «مذکر، مؤنث» شرکت کرده‌است. «شهرفرنگ» صدف فروغی که قرار بود در چند گالری و موزه در کانادا به نمایش درآید در تیر ماه ۱۳۹۳ به دلیل تحریم‌های یکطرفه علیه ایران در گمرک فرودگاه شهر مونترآل توقیف شد، که واکنش او را در پی داشت.

## فیلم‌شناسی

### کارگردان
1. ۲۰۱۷: آوا
2. 2011: La dernière scène (کوتاه)
3. 2009: The Kid and the Kite
4. 2009: Shoosh, Lab-e Khat
5. 2007: Féminin, Masculin
6. 2007: To be or not to be...
7. 2007: Les Mains Sales
8. 2007: Sara dar dah daghigh-eh … aka Sara in 10 minutes (International: English title)
9. 2005: Nun … aka Bread (International: English title)
10. 2005: Simple Comme Bonjour
11. 2004: Une Impression … aka An Impression (International: English title)

### نویسنده
1. 2017: Ava
2. 2011: La dernière scène (کوتاه)
3. 2009: The Kid and the Kite (داستانی)
4. 2009: Shoosh, Lab-e Khat (Co-wrote with Kiarash Anvari)
5. 2007: Féminin, Masculin
6. 2007: To be or not to be...
7. 2007: Les Mains Sales
8. 2007: Sara dar dah daghigh-eh
9. 2005: Nun
10. 2005: Simple Comme Bonjour
11. 2004: Une Impression

### تهیه‌کننده
1. 2009: The Kid and the Kite
2. 2009: Shoosh, Lab-e Khat
3. 2007: Sara dar dah daghigh-eh
4. 2006: Duet (2006 film) (Co-producer)
5. 2005: Nun
6. 2005: Simple Comme Bonjour
7. 2004: Une Impression

### تدوینگر
1. 2009: The Kid and the Kite (Co-edited with Kiarash Anvari)
2. 2009: Shoosh, Lab-e Khat (Co-edited with Kiarash Anvari)
3. 2007: Féminin, Masculin
4. 2007: Les Mains Sales
5. 2007: Sara dar dah daghigh-eh
6. 2005: Nun
7. 2005: Simple Comme Bonjour

### بازیگر
1. 2004: An Abstract Expression